# Daniel Dugué
Pour les articles homonymes, voir Dugué.
Daniel Dugué est un mathématicien, probabiliste et statisticien français né le 21 septembre 1912 à Saint-Louis du Sénégal et mort le 10 septembre 1987 à Sceaux,.

## Biographie
Après des études secondaires à Bordeaux, Daniel Dugué entre à l'ENS de la rue d'Ulm et obtient l'agrégation de mathématiques à 21 ans, en 1933. Il continue ses études en suivant notamment les cours de Georges Darmois et soutient en 1937 une thèse de mathématiques devant un jury composé entre autres d'Émile Borel et Arnaud Denjoy.
Il devient fellow de la fondation Rockefeller et va travailler avec Ronald Fisher à Londres, pendant deux ans. En 1941, il suit le cours Peccot du Collège de France. Il est ensuite nommé maître de conférence puis professeur à la faculté des sciences d'Alger. En 1948, il devient professeur à l'université de Caen. De 1952 à 1968, il enseigne à l'École polytechnique.
Puis il est professeur à l'Université Pierre-et-Marie-Curie. Il a été le directeur de l'Institut de statistique de l'université de Paris de 1960 à 1981.
Il a écrit, dirigé ou édité des ouvrages sur les probabilités et les statistiques, et a notamment dirigé l'édition des œuvres complètes d'Émile Borel, ainsi que l'édition de celles de Paul Lévy.
Il était marié à Lucie Canaud, avec laquelle il a eu quatre enfants, Catherine, Élisabeth, David et Marc. Il disparaît des suites d'une brève maladie en 1987.

## Prix scientifiques
- Prix Jérôme Ponti (1946)
- Prix Montyon (1947)

## Ouvrages scientifiques
- Analycité et convexité des fonctions caractéristiques, in: Généralisations de la loi de probabilité de Laplace, 56 pages, Paris, Institut Henri-Poincaré, 1951.
- Arithmétique des lois de probabilités, 50 pages, Paris, Gauthier-Villars, 1957.
- Fonctions connexes de Polya, avec Maurice Girault, 302 pages, Paris, Institut Henri-Poincaré, 1957.
- Statistique et psychologie, 4 fascicules de 48, 52, 25 et 38 pages, Paris, Institut Henri-Poincaré, 1957.
- Sur certains exemples de décomposition en arithmétique des lois de probabilité, in: L'ennuple projectif et l'unification de théories de l'électromagnétisme de Weyl et de Veblen-Hoffmann, 39 pages, Paris, Institut Henri-Poincaré, 1951.
- Sur la convergence presque complète des moyennes de variables aléatoires, 273 pages, Paris, Institut de statistique de l'université de Paris, 1957.
- Algèbres de Boole, avec une introduction à la théorie algébrique des graphes orientés et aux sous-ensembles flous, par Michel Serfati, préface de Daniel Dugué, 183 pages, Paris, Centre de documentation universitaire, 1974.
- Probabilités et statistiques en recherche scientifique, par Alex Rosengard, préface de Daniel Dugué, 311 pages, Paris, Dunod, 1972.